# Mac OS X 10.2
Mac OS X 10.2 „Jaguar“ ist die dritte Hauptversion von macOS, dem Desktop-Betriebssystem von Apple, das seinerzeit unter dem Namen Mac OS X eingeführt wurde. „Jaguar“ war dessen Codename während seiner Entwicklungsphase. Apple veröffentlichte „Jaguar“ am 23. August 2002 zu einem Preis von 162 € (entspricht inflationsbereinigt 2025 rund 247 €), die letzte Version ist 10.2.8 vom 3. Oktober 2003. Es folgte auf Mac OS X 10.1 („Puma“). Die Server-Version Mac OS X Server 10.2 erschien ca. 1½ Wochen nach der Desktop-Ausgabe am 24. August 2002.
„Jaguar“ war die erste Version, bei der Apple die damals von Großkatzen inspirierten Codenamen offiziell zur Vermarktung nutzte. Nachfolgende Versionen nutzten die Codenamen daher als Produktnamen, die entsprechend statt einer Versionsnummer diesen als Versionsbezeichnung nutzen: Auf Mac OS X in Version 10.2 folgte das am 24. Oktober 2003 veröffentlichte Mac OS X Panther, intern Versionsnummer 10.3. Nur die Server-Versionen behielten die Versionsnummern sowohl im Produktnamen als auch bei der Vermarktung.

## Neuerungen
Apple führte für Mac OS X 10.2 „Jaguar“ folgende neue Funktionen auf:
- Address Book, ein Programm zur Verwaltung von Kontaktinformationen
- Bonjour, ein auch als Zeroconf bekanntes Protokoll zur automatischen Netzwerkkonfiguration
- CUPS (Common Unix Printing System), ein freies Drucksystem für Unix
- der Finder enthält jetzt in jedem Fenster ein integriertes Suchfeld
- iChat unterstützt nun den AOL-Instant-Messenger
- Inkwell, ein Programm zur Handschrifterkennung
- Mail mit optionalem Spam-Filter
- Quartz Extreme, eine verbesserte Version von Quartz mit verstärkter Verwendung des Grafikprozessors und Entlastung der CPU
- Geschwindigkeitssteigerung

## Kritik
„Jaguar“, von Apple nun auch offiziell mit den Namen einer Raubkatze bezeichnet, wurde erstmals nach der Einführung von Mac OS X als reif für den produktiven Einsatz wahrgenommen. Mac OS X 10.2 gilt als die Version, mit der Apple dem Umstieg vom klassischen Mac OS endgültig geschafft hat. Neben weiteren Performance-Verbesserungen wurden fehlende Funktionen nachgerüstet und das System erstmals gründlich überholt.

## Systemvoraussetzungen
- Power Mac G3, G4, Power Mac G5 (ab 10.2.7), iMac, eMac, PowerBook G3 oder G4, oder iBook mit mehr als 233 MHz
- 128 MB RAM (256 MB bis 512 MB empfohlen)
- 3 GB freier Speicherplatz auf der Festplatte
- CD-Laufwerk zur Installation

Die Version für Macs mit dem 64-Bit-PowerPC-Prozessor 970, von Apple „G5“ genannt, wurde speziell für den neuen Power Mac G5 angepasst (Codename „Smeagol“) und nur separat auf den mitgelieferten Installations-CDs ausgeliefert. Damit bleibt Jaguar zwar ein 32-Bit-Betriebssystem, auf einem G5-Prozessor ermöglicht es allerdings per 64-Bit-Speicherzugriff mehr als 4 GB Arbeitsspeicher. Die Installationen sind nicht untereinander austauschbar, weshalb es von der Aktualisierung 10.2.8 zwei Versionen gibt: die reguläre und jene für den G5.
Alte Programme, die unter Mac OS 9 laufen, werden über die Classic-Umgebung weiterhin unterstützt. Allerdings muss das für die Virtualisierung notwendige echte Mac OS 9 separat erworben werden.

## Versionsgeschichte
| Mac-OS-X-Version | Build | Erscheinungsdatum  | Anmerkung                                                                       |
| ---------------- | ----- | ------------------ | ------------------------------------------------------------------------------- |
| 10.2             | 6C115 | 23. August 2002    | —                                                                               |
| 10.2.1           | 6D52  | 18. September 2002 | —                                                                               |
| 10.2.2           | 6F21  | 11. November 2002  | —                                                                               |
| 10.2.3           | 6G30  | 19. Dezember 2002  | —                                                                               |
| 10.2.4           | 6I32  | 13. Februar 2003   | —                                                                               |
| 10.2.5           | 6L29  | 10. April 2003     | —                                                                               |
| 10.2.6           | 6L60  | 6. Mai 2003        | —                                                                               |
| 10.2.7 G5        | 6S80  | 18. August 2003    | Version für den Apple Power Mac G5, nur auf Wiederherstellungsmedium verfügbar. |
| 10.2.8           | 6R65  | 22. September 2003 | Diese Version wurde kurz nach der Veröffentlichung wieder zurückgezogen.        |
| 10.2.8           | 6R73  | 3. Oktober 2003    | Nur für Macintosh-Computer mit G3- oder G4-Prozessor.                           |
| 10.2.8 G5        | 6S90  | 3. Oktober 2003    | Nur für den Power Mac G5.                                                       |